# Słoboda Archangielskaja
Słoboda Archangielskaja (ros. Слобода Архангельская) – wieś (sieło) w Rosji, w Tatarstanie, w rejonie nowoszeszmińskim. W 2010 liczyła 518 mieszkańców.